# ناحیه البا، شهرستان وینونا، مینه سوتا
ناحیه البا (به انگلیسی: Elba Township) یک منطقهٔ مسکونی در ایالات متحده آمریکا است که در شهرستان وینونا، مینه‌سوتا واقع شده‌است.
 ناحیه البا ۸۶٫۴ کیلومتر مربع مساحت و ۳۱۱ نفر جمعیت دارد و ۳۳۴ متر بالاتر از سطح دریا واقع شده‌است.